# José de Brito
José de Brito (Santa Marta de Portuzelo, Viana do Castelo, 18 de fevereiro de 1855 — 26 de março de 1946) foi um pintor português.
Em 1873, vai estudar na Academia Portuense de Belas Artes onde tem por professores Tadeu de Almeida Furtado, João Correia e Soares dos Reis.
Em 1885, obtém uma bolsa régia, concedida por D. Fernando II, que lhe permite partir para Paris, para estudar na Academia Julien, com Boulanger, Lefébre, Laurens e Benjamin Constant.
Em 1896 regressa a Portugal onde inicia a sua actividade docente na Academia Portuense de Belas Artes. Nesse mesmo ano teve um filho, Júlio de Brito.
Entre as suas obras estão O Baptismo de Cristo para a Igreja da Trindade, no Porto, o Retrato de Júlio António de Amorim Lima para o Hospital de São Marcos, em Braga, e a pintura do tecto do Teatro Nacional S. João, no Porto. A sua obra mais conhecida é Mártir do Fanatismo (c. 1892), actualmente no Museu do Chiado, em Lisboa.